# Herrmannina
Herrmannina is een geslacht van uitgestorven kreeftachtigen uit de klasse van de Ostracoda (mosselkreeftjes).

## Soorten
- Herrmannina altoides (Weller, 1903) Swartz & Whitmore, 1956 †
- Herrmannina anticostiana (Jones, 1858) Copeland, 1974 †
- Herrmannina arca Jiang (Z. H.), 1983 †
- Herrmannina balthica (Hisinger, 1831) Abushik, 1971 †
- Herrmannina caeca (Jones, 1891) Copeland, 1976 †
- Herrmannina consobrina (Jones, 1896) Copeland, 1962 †
- Herrmannina convexa Abushik, 1980 †
- Herrmannina fabulina (Jones, 1891) Copeland, 1976 †
- Herrmannina fameniana Shevtsov, 1971 †
- Herrmannina gregaria (Kiesow, 1892) †
- Herrmannina hebes Abushik, 1980 †
- Herrmannina immensa Abushik, 1980 †
- Herrmannina insignis Abushik, 1980 †
- Herrmannina isakovtsyensis Abushik, 1971 †
- Herrmannina levitskii Abushik, 1968 †
- Herrmannina lotzi (Kegel, 1933) Malec, Racki & Racka, 1987 †
- Herrmannina moderata Abushik, 1961 †
- Herrmannina moierensis Abushik, 1960 †
- Herrmannina nana Abushik, 1960 †
- Herrmannina orbiculata Abushik, 1980 †
- Herrmannina panxiensis Jiang (Zh), 1983 †
- Herrmannina perobliqua (Kegel, 1933) Abushik, 1961 †
- Herrmannina plana Abushik, 1960 †
- Herrmannina selwynii (Jones, 1891) Copeland, 1974 †
- Herrmannina simplex Samoilova, 1962 †
- Herrmannina siratchoica Martinova, 1960 †
- Herrmannina solitaria (Barrande, 1872) Pribyl, 1988 †
- Herrmannina waldschmidti (Paeckelmann, 1922) Swartz, 1949 †
- Herrmannina welleri (Swartz, 1949) Swartz, 1949 †
- Herrmannina whiteavesii (Jones, 1891) Abushik, 1960 †
- Herrmannina willsensis (Ulrich & Bassler, 1923) Swartz, 1949 †